# Saint-Aubin-sur-Gaillon
Saint-Aubin-sur-Gaillon is een gemeente in het Franse departement Eure (regio Normandië). De plaats maakt deel uit van het arrondissement Les Andelys. Saint-Aubin-sur-Gaillon telde op 1 januari 2022 2.164 inwoners.

## Geografie
De oppervlakte van Saint-Aubin-sur-Gaillon bedroeg op 1 januari 2022 19,46 vierkante kilometer; de bevolkingsdichtheid was toen 111,2 inwoners per km².

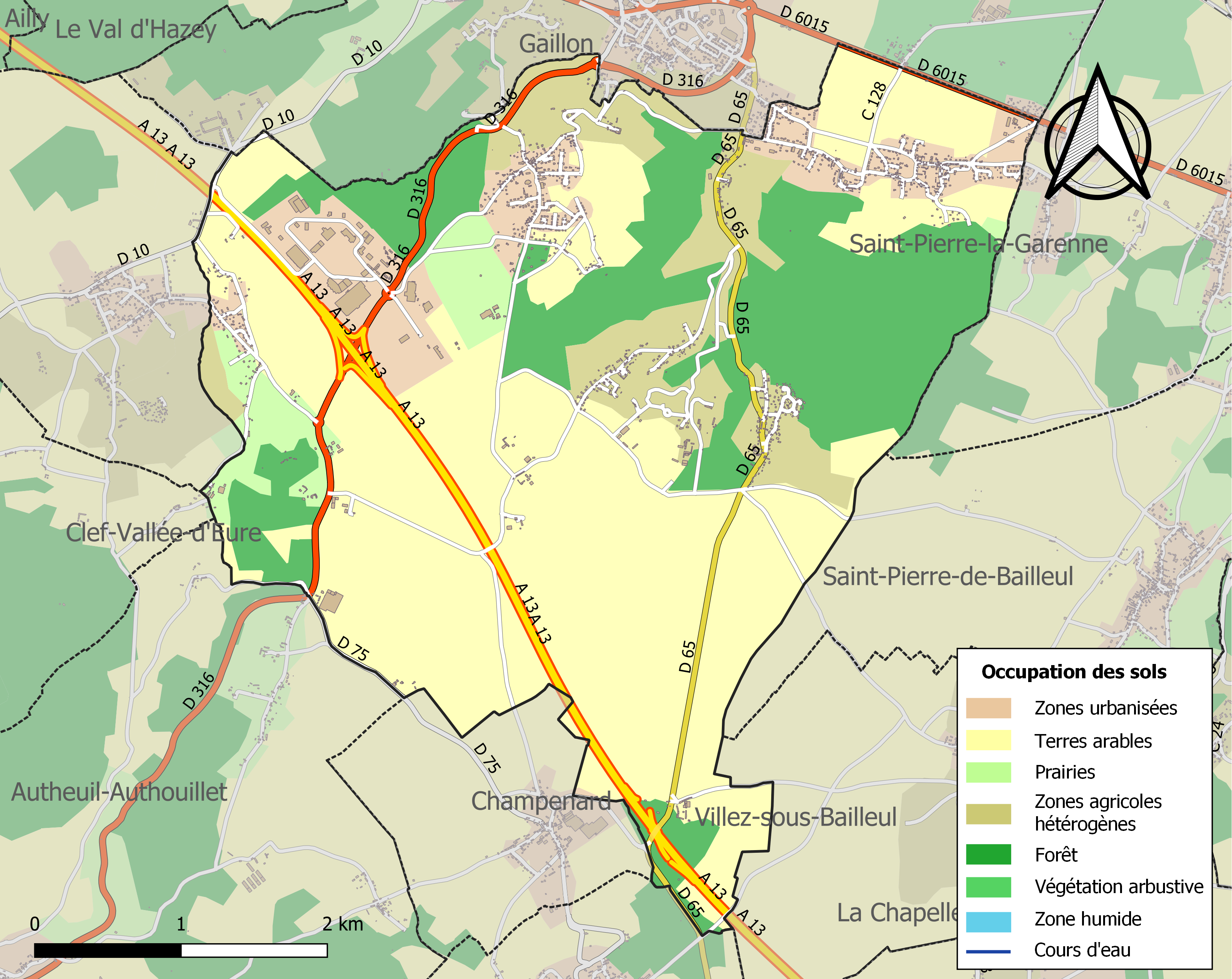
Kaart van de gemeente met belangrijkste infrastructuur, bodemgebruik en omliggende gemeenten

## Demografie
Onderstaande figuur toont het verloop van het inwonertal (bron: INSEE-tellingen).